# 王力 (1954年)
王力（1954年10月—），男，河北无极人，中国人民解放军中将。

## 生平
海军通信学校无线电通信工程专业毕业，大学学历。长期在解放军装备系统服役，曾任中国人民解放军总装备部军兵种装备部副部长，总装备部综合计划部副部长、部长，总装备部科学技术委员会副主任等职。2014年7月，升任总装备部副部长。2015年7月，晋升中国人民解放军中将军衔。2016年在深化国防和军队改革中，出任新组建的中央军事委员会装备发展部副部长。第十二、十三届全国人大代表。2018年3月，到龄退役，任第十三届全国人大财经委员会委员。